# جان برگر (نویسنده)
جان جی برگر (زادهٔ ۸ مه ۱۹۴۵ در شهر نیویورک) نویسندهٔ آمریکایی و مشاور محیط زیست است. او برای شورای ملی تحقیقات آکادمی ملی علوم، شرکت‌هایی مانند لاکهید کرپوریشن و شورون، گروه‌های غیرانتفاعی مانند دوستان زمین و کلاب سیرا، و سازمان‌های دولتی از جمله دفتر ارزیابی فناوری کنگره ایالات متحده کار کرده‌است. او یکی از بنیانگذاران و مدیریت خدمات اطلاعات و منابع هسته ای و همچنین بازسازی زمین بود. برگر ده کتاب در مورد انرژی و مسائل زیست‌محیطی نوشته و ویرایش کرده‌است که از جمله آنها می‌توان به خطر آب و هوا: راهنمای خواننده هوشمند برای درک بحران آب و هوا، افسانه‌های آب و هوا: کمپین علیه علم آب و هوا، احیای زمین: چگونه آمریکایی‌ها برای تجدید محیط آسیب دیده ما تلاش می‌کنند، و شارژ پیش رو: تجارت انرژی‌های تجدیدپذیر و معنای آن برای آمریکا اشاره کرد.